# Clarence Frankton
Clarence "Clarrie" Frankton (6 de febrero de 1906-11 de junio de 2000) fue una botánica canadiense.
Después de graduarse de Ph.D., en 1940, en la Universidad McGill, y una corta estadía en el Departamento de Agricultura de Quebec, Clarrie se trasladó a Ottawa, donde dirigió la Oficina Canadiense de malezas; realizó estudios en la Central taxonómica de la Estación Experimental de Agricultura de Canadá en Ottawa.

## Honores
- 1973]: Medalla George Lawson (Lifetime Achievement Award) de la Asociación Canadiense de Botánica

Miembro Honoraria
- 1980: Club de naturalistas de Ottawa

## Eponimia
- (Asteraceae) Cirsium undulatum Spreng. var. franktonis B.Boivin[1]
- (Chenopodiaceae) Atriplex franktonii Tascher.[2]
- (Polygonaceae) Polygonum franktonii S.J.Wolf & McNeill[3]

## Algunas publicaciones
- raymond j. Moore, clarence Frankton. 1969. Cytotaxonomy of some Cirsium species of the eastern United States. Canad. J. Bot. 47:1257-1275

### Libros
- clarence Frankton. 1988. Les Plantes Nuisibles du Canada. Edición ilustrada de Broquet, Inc. 218 pp. ISBN 2-89000-209-8
- clarence Frankton, gerald a. Mulligan. 1987. Weeds of Canada. Ed. NC Press. 217 pp. ISBN 1-55021-016-5
- ----------------------, ----------------------. 1974. Les mauvaises herbes du Canada. Publication 948, Canada Dept. of Agr. Edición revisada de Information Canada, 218 pp.
- raymond j. Moore, clarence Frankton. 1974. The thistles of Canada. Canada Dep. of Agr. Res Branch. Monograph 10. 111 pp.
- john Bassett, clarence Frankton. 1965. Canadian Havens From Hay Fever. Editor Can. Gov. Travel Bureau, 31 pp.
- clarence Frankton, raymond j. Moore. 1963. Cytotaxonomy of Cirsium muticum, Cirsium discolor, and Cirsium ... 84 pp.
- ----------------------. 1940. Agronomical and Ecological Research with Special Reference to Pastures of the Eastern Townships of Quebec. Editor McGill University, 380 pp.